# 索利当
索利当是巴西伯南布哥州的一个市镇。总面积130.74平方公里，总人口5849人，人口密度44.7人/平方公里。